# Kenneth Morgan
Kenneth Morgan (1920 – Londra, 28 febbraio 1949) è stato un attore inglese.
È noto soprattutto per la sua performance nel film Il francese senza lacrime, che gli valse il British Film Institute Award al miglior debuttante nel 1941.
Era omosessuale e dal 1946 al 1948 ebbe una relazione con il commediografo Terence Rattigan. Si suicidò nel febbraio 1949.

## Filmografia parziale
- Il francese senza lacrime (French Without Tears), regia di Anthony Asquith (1941)
- Paper Orchid, regia di Roy Ward Baker (1949)